# Francesc Vilaplana i Tarradas
Francesc Vilaplana i Tarradas (Gràcia, Barcelona, 1923 - Gràcia, Barcelona, 2012) fou un activista social català. D'antuvi fou membre de la Junta de l'Associació d'Empleats del Dr. Andreu (AEDA). El 1986, va ingressar en el Casal de Gent Gran de Gràcia (Siracusa) on va ocupar els càrrecs de delegat de la coral i, posteriorment, de president del Consell de Govern. Fou el principal impulsor de la celebració de la Festa Major al Casal de Gent Gran de Siracusa, que consta com a entitat federada de la festa des de l'any 1997. Va ser vicepresident del III Congrés de la Gent Gran de Barcelona i és, des de 1992, representant de Gràcia al Consell de la Gent Gran de Barcelona i membre del Consell de la Gent Gran de Catalunya des de 2000. El 1996 va fundar amb altres membres l'Associació Recreativa i Cultural Germanor. El 2001 va rebre la Medalla d'Honor de Barcelona. El 23 de juny de 2012 va morir, a l'edat de 89 anys.